# Serie C NFLI 2004
La Serie C NFLI 2004 è stata la diciottesima edizione del terzo livello del campionato italiano di football americano (quarta con la denominazione Serie C, seconda edizione a 9 giocatori); è stato organizzato dalla NFL Italia.

## Regular season

### Classifica

#### Northwestern Conference - Girone A
| Pos. | Squadra         | %V   | G | V | N | P | PF  | PS  |
| ---- | --------------- | ---- | - | - | - | - | --- | --- |
| 1    | Rhinos Milano   | .714 | 7 | 5 | 0 | 2 | 139 | 55  |
| 2    | Lancieri Novara | .429 | 7 | 3 | 0 | 4 | 72  | 116 |
| 3    | Warriors Torino | .429 | 7 | 3 | 0 | 4 | 93  | 164 |

#### Northwestern Conference - Girone B
| Pos. | Squadra                | %V   | G | V | N | P | PF  | PS  |
| ---- | ---------------------- | ---- | - | - | - | - | --- | --- |
| 1    | Red Jackets Sarzana    | .857 | 7 | 6 | 0 | 1 | 226 | 102 |
| 2    | Centurions Alessandria | .429 | 7 | 3 | 0 | 4 | 162 | 193 |
| 3    | Bucs Liguria           | .143 | 7 | 1 | 0 | 6 | 78  | 140 |

#### Central Southern Conference
| Pos. | Squadra            | %V    | G | V | N | P | PF  | PS  |
| ---- | ------------------ | ----- | - | - | - | - | --- | --- |
| 1    | Barbari Roma Nord  | 1.000 | 5 | 5 | 0 | 0 | 138 | 25  |
| 2    | Crusaders Cagliari | .667  | 6 | 4 | 0 | 2 | 111 | 92  |
| 3    | Longhorns Grosseto | .333  | 6 | 2 | 0 | 4 | 82  | 132 |
| 4    | SPQR Roma          | .000  | 5 | 0 | 0 | 5 | 44  | 126 |

## Playoff
|  | Semifinali di Conference | Semifinali di Conference | Semifinali di Conference |                    |                     | Finali di Conference | Finali di Conference | Finali di Conference |  |  | II Ninebowl | II Ninebowl | II Ninebowl |  |
|  |                          |                          |                          |                    |                     |                      |                      |                      |  |  |             |             |             |  |
|  | 1 NWC-B                  | Red Jackets Sarzana      | 50                       |                    |                     |                      |                      |                      |  |  |             |             |             |  |
|  | 1 NWC-B                  | Red Jackets Sarzana      | 50                       |                    |                     |                      |                      |                      |  |  |             |             |             |  |
|  | 2 NWC-A                  | Lancieri Novara          | 0                        |                    |                     |                      |                      |                      |  |  |             |             |             |  |
|  | 2 NWC-A                  | Lancieri Novara          | 0                        |                    | 1 NWC-B             | Red Jackets Sarzana  | 22                   |                      |  |  |             |             |             |  |
|  |                          |                          |                          |                    | 1 NWC-B             | Red Jackets Sarzana  | 22                   |                      |  |  |             |             |             |  |
|  |                          |                          | 1 NWC-A                  | Rhinos Milano      | 7                   |                      |                      |                      |  |  |             |             |             |  |
|  | 1 NWC-A                  | Rhinos Milano            | 1 NWC-A                  | Rhinos Milano      | 7                   | 41                   |                      |                      |  |  |             |             |             |  |
|  | 1 NWC-A                  | Rhinos Milano            |                          |                    |                     |                      |                      |                      |  |  |             |             |             |  |
|  | 2 NWC-B                  | Centurions Alessandria   | 21                       |                    |                     |                      |                      |                      |  |  |             |             |             |  |
|  | 2 NWC-B                  | Centurions Alessandria   | 21                       |                    | Red Jackets Sarzana | Red Jackets Sarzana  | 8                    |                      |  |  |             |             |             |  |
|  |                          |                          |                          |                    |                     |                      |                      |                      |  |  |             |             |             |  |
|  |                          |                          | Crusaders Cagliari       | Crusaders Cagliari | 30                  |                      |                      |                      |  |  |             |             |             |  |
|  |                          |                          |                          | Crusaders Cagliari | 30                  |                      |                      |                      |  |  |             |             |             |  |
|  |                          |                          |                          |                    |                     |                      |                      |                      |  |  |             |             |             |  |
|  |                          |                          |                          |                    |                     |                      |                      |                      |  |  |             |             |             |  |
|  |                          | 1 CSC                    | Barbari Roma Nord        | 22                 |                     |                      |                      |                      |  |  |             |             |             |  |
|  |                          |                          |                          | 22                 |                     |                      |                      |                      |  |  |             |             |             |  |
|  |                          |                          | 2 CSC                    | Crusaders Cagliari | 25                  |                      |                      |                      |  |  |             |             |             |  |
|  | 2 CSC                    | Crusaders Cagliari       | 2 CSC                    | Crusaders Cagliari | 25                  | 8                    |                      |                      |  |  |             |             |             |  |
|  | 2 CSC                    | Crusaders Cagliari       |                          |                    |                     |                      |                      |                      |  |  |             |             |             |  |
|  | 3 CSC                    | Longhorns Grosseto       | 0                        |                    |                     |                      |                      |                      |  |  |             |             |             |  |

### II Ninebowl
Il II Ninebowl si è disputato il 22 maggio 2004 allo Stadio Irio Valdrighi di Castiglione della Pescaia. L'incontro è stato vinto dai Crusaders Cagliari sui Red Jackets Sarzana con il risultato di 30 a 8.

## Verdetti
- Crusaders Cagliari vincitori del Ninebowl.